# Balkan-Goldsteinbeißer
Der Balkan-Goldsteinbeißer (Sabanejewia balcanica) ist eine benthische Süßwasserfischart aus der Familie Cobitidae (Steinbeißer) innerhalb der Ordnung der Cypriniformes (Karpfenartige).

## Verbreitung, Lebensraum und Biologie
Die Art ist im Einzugsgebiet der Donau und damit im Einzugsgebiet des Schwarzen Meers weit verbreitet. Ferner ist sie für die Flusssysteme Mariza, Pinios und Gallikos bekannt, die in das Ägäische Meer entwässern.
Der Balkan-Goldsteinbeißer benötigt sandiges oder feinkiesiges Substrat und bevorzugt flache Gewässerabschnitte bis 1,5 m Tiefe mit mäßiger Fließgeschwindigkeit und wenig aquatischer Vegetation. Tagsüber vergräbt sich der Steinbeißer oft im Substrat.
Die Art wird von der IUCN als „nicht gefährdet“ eingestuft. Lokal ist die Art jedoch durch anthropogene Habitatveränderungen bedroht.

## Merkmale
Sabanejewia balcanica erreicht eine Standardlänge von 9 cm. Wie alle Arten der Gattung besitzen die Tiere 6 Barteln am Maul, die als Tast- und Geschmacksorgane dienen. An den Körperseiten besitzen die Tiere eine Reihe von 10–17 (selten nur 8–9) dunklen Flecken. Unterhalb dieser Fleckenreihe treten in der Regel keine weiteren dunkel pigmentierten Stellen auf, wie dies bei einigen anderen Arten der Gattung der Fall ist. Die Flecken sind nicht durch dunkel pigmentierte Bereiche verbunden. Die Rückenflosse beginnt stets auf Höhe der Bauchflossen.